# کاگایان د اورو
کاگایان د اورو (به لاتین: Cagayan de Oro) یک منطقهٔ مسکونی در فیلیپین است که در میسامی شرقی واقع شده‌است. کاگایان د اورو ۱۰٫۰ متر بالاتر از سطح دریا واقع شده‌است.

## خواهرخوانده
شهر اولونگاپو خواهرخواندهٔ کاگایان د اورو هست.